# 塔里塔图河
塔里塔图河（Taritatu River）位于印度尼西亚巴布亚省北部。在荷兰殖民时期，其被称为伊登堡河（Idenburg River）。塔里塔图河由岛北部的中央山区山脉向西延伸。最终与塔里库河汇合成曼伯拉莫河。